# Autolytus maclearanus
Autolytus maclearanus är en ringmaskart som beskrevs av Terry T. McIntosh 1885. Autolytus maclearanus ingår i släktet Autolytus och familjen Syllidae. Inga underarter finns listade i Catalogue of Life.